# Скотланд Нек (Северна Каролина)
Скотланд Нек (енгл. Scotland Neck) град је у америчкој савезној држави Северна Каролина.

## Демографија
По попису из 2010. године број становника је 2.059, што је 303 (-12,8%) становника мање него 2000. године.
| Група             | 2000.         | 2010.         |
| Белци             | 697 (29,5%)   | 620 (30,1%)   |
| Афроамериканци    | 1.607 (68,0%) | 1.406 (68,3%) |
| Азијати           | 0 (0,0%)      | 3 (0,1%)      |
| Хиспаноамериканци | 49 (2,1%)     | 32 (1,6%)     |
| Укупно            | 2.362         | 2.059         |